# The Broad Street Bully
Albums de Beanie Sigel
The Solution
(2005) This Time
(2012)
The Broad Street Bully est le cinquième album studio de Beanie Sigel, sorti le 1er septembre 2009.
L'album s'est classé 13e au Top R&B/Hip-Hop Albums.

## Liste des titres
| No  | Titre                                                    | Contient un (des) sample(s) de                                                                | Durée |
| --- | -------------------------------------------------------- | --------------------------------------------------------------------------------------------- | ----- |
| 1.  | Beanie                                                   |                                                                                               | 1:23  |
| 2.  | Why Wouldn't I                                           |                                                                                               | 3:53  |
| 3.  | Tear Drops                                               | Quiet Storm de Mobb Deep Tried by 12 du East Flatbush Project One Love de Nas featuring Q-Tip | 3:03  |
| 4.  | Where's My Opponent (featuring Omilio Sparks et Freeway) |                                                                                               | 3:00  |
| 5.  | Ready for War (featuring Freeway et Young Chris)         |                                                                                               | 3:59  |
| 6.  | All for It                                               | I Want It All de Queen                                                                        | 3:02  |
| 7.  | Sicker Than Your Average (featuring Freeway et S5)       |                                                                                               | 3:33  |
| 8.  | Run to the Roc (featuring Young Chris et Omilio Sparks)  |                                                                                               | 3:47  |
| 9.  | Bang Bang (featuring Murda Mill)                         | Cowboys to Girls des Intruders                                                                | 3:13  |
| 10. | Return of the Chain Gang (featuring Young Chris)         |                                                                                               | 2:39  |
| 11. | You Over Did It (featuring Young Chris et Murda Mill)    |                                                                                               | 4:37  |
| 12. | The Ghetto                                               |                                                                                               | 3:52  |